# Ак-Дуруг
Сільське поселення (сумон) Ак-Дуруг (рос.: Ак-Дуруг) входить до складу Чаа-Хольського кожууна Республіки Тива Російської Федерації. Адміністративний центр село Ак-Дуруг. Відстань до с. Чаа-Холь 16 км, до Кизила — 159 км, до Москви — 3817 км.

## Населення
Населення сумона станом на 1 січня року
| Рік    | 2011 | 2012 | 2013 | 2014 | 2015 |
| ------ | ---- | ---- | ---- | ---- | ---- |
| Насел. | 1405 | 1362 | 1335 | 1363 | 1352 |